# Anomalon fermini
Anomalon fermini är en stekelart som beskrevs av Ian D. Gauld och Bradshaw 1997. Anomalon fermini ingår i släktet Anomalon och familjen brokparasitsteklar. Inga underarter finns listade i Catalogue of Life.